# Родригес, Сильвио
Си́львио Родри́гес Доми́нгес (исп. Silvio Rodríguez Domínguez; Сан-Антонио-де-лос-Баньос, Куба, 29 ноября 1946) — кубинский музыкант, поэт и певец, один из основателей (наряду с Ноэлем Николой и Пабло Миланесом) кубинского песенного движения Новая Трова.
За более чем 40 лет поэтического и музыкального творчества Сильвио Родригес написал огромное количество песен (от 600 до 1000, точная цифра неизвестна), значительная часть которых никогда не была и скорее всего никогда не будет записана. Он является большим мастером акустической гитары и одновременно выдающимся поэтом. В его песнях переплетаются романтизм, любовь и эротика, революционная политика и идеализм. Его лирика стала культурообразующим фактором для левой культуры всего испаноговорящего региона.

## Биография
Сильвио Родригес начал писать песни во время военной службы, длившейся с 1964 по 1967 год. К этому периоду относятся такие песни, как El viento eres tú, Y nada más, Quédate. В 1967 году дебютировал на кубинском телевидении в программе «Музыка и звёзды». В 1968 году его песню La era está pariendo el corazón исполнила знаменитая кубинская певица Омара Портуондо. В 1969 году в течение пяти месяцев работал на рыболовецком судне «Плайя Хирон», и написал за это время 62 песни, среди которых — Ojalá, Playa Girón, Boga Boga, Jerusalén Año Cero, Al final de este viaje en la vida, Te doy una canción, Historia de las sillas, Debo partirme en dos.
В 1970 году Сильвио Родригес вошёл в «Группу экспериментального звука при Кубинском институте кинематографии» (GESI), эстетической целью которой было смешение элементов традиционной кубинской и афроамериканской музыки, рока, джаза, классической музыки и авангарда. Здесь он прошёл серьёзную школу у знаменитого кубинского гитариста и композитора Лео Брауэра. В 1972 году вместе с другими кубинскими авторами-исполнителями основал движение Новая Трова. В феврале этого же года участвовал в III международном фестивале политической песни в Берлине, а в сентябре совершил поездку в Чили, где участвовал в IV фестивале политической песни в Вальпараисо и познакомился со многими другими представителями латиноамериканской новой песни.

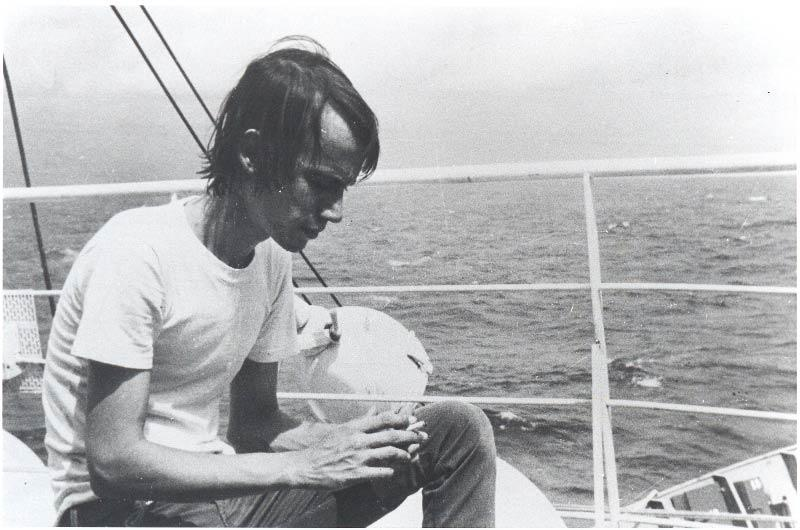
Сильвио Родригес во время плавания на рыболовецком судне «Плайя Хирон», 1969

В 1975 году Сильвио Родригес записал свой первый диск Días y flores. В этой записи участвовал ряд музыкантов GESI и оркестр EGREM. В 1976 году участвовал в поддержке кубинской интербригады в гражданской войне в Анголе. В это время написаны такие песни, как Testamento и La Gaviota. На следующих двух дисках, 1968/1970 ...al final de este viaje... (1978) и Mujeres (1979), все песни записаны под сольный аккомпанемент гитары. Диски Rabo de nube (1980) и Unicornio (1982) вновь записаны с использованием клавишных, ударных и других инструментов (вплоть до арфы в песне Rabo de nube).
В мультидиске Tríptico (1984), двойном диске Causas y azares (1986) и диске Oh melancolía (1987), записанным с участием группы «Афрокуба», к уже освоенным Сильвио стилям добавляется заметная доля латиноамериканского джаза с характерным участием медных духовых инструментов и соответствующими ритмами. В 1990 году Сильвио вместе с группой «Иракере» и знаменитым кубинским пианистом Чучо Вальдесом впервые после завершения военной диктатуры в Чили выступает на национальном стадионе в Сантьяго в присутствии 80.000 зрителей. В 1992 году вместе с группой «Синтесис» записывает диск El hombre extraño.
В 90-е годы Сильвио записывает триптих Silvio + Rodríguez + Domínguez с примыкающим к нему диском Descartes. В отличие от дисков предыдущего десятилетия, Сильвио возвращается здесь к исполнению песен под сольный гитарный аккомпанемент. Многие песни этого периода, такие как Paladar, Reino de todavía, Ala de colibrí, La desilusión, Canción de Navidad, отражают те проблемы, которые встали перед социалистической Кубой в постсоветскую эпоху. В 1999 году Сильвио записывает диск Mariposas, на котором ведущие гитарные партии исполняет кубинский классический гитарист Рей Герра. Следующий диск, Expedición, записан с участием Национального оркестра Кубы.
В 2003 году Сильвио со своими друзьями записывает диск Cita con ángeles, посвящая его своей недавно родившейся внучке. В записи этого диска участвовала жена Сильвио, известная флейтистка Ньюрка Гонсалес. Темы ряда песен этого диска посвящены событиям 11 сентября 2001 года и войне США против Ирака. В 2006 году Сильвио записывает двойной диск Érase que se era, на котором собраны песни, написанные между 1968 и 1970 годом. В 2010 году выходит диск Segunda cita, а в 2013 — диск Amorios, записанные примерно с тем же составом. На диске Para la espera (2020) Сильвио вновь возвращается к сольному гитарному аккомпанементу.

## Дискография
- Días y flores / Дни и цветы (1975)
- Al final de este viaje / В конце этого пути (1978)
- Mujeres / Женщины (1979)
- Rabo de nube / Хвост облака (1980)
- Unicornio / Единорожество (1982)
- Tríptico / Триптих (1984)
- Causas y azares / Причины и риски (1986)
- Oh melancolía / О, меланхолия (1987)
- Silvio Rodríguez en Chile / Сильвио Родригес в Чили (1990)
- El hombre extraño / Странный человек (1992)
- Silvio / Сильвио (1992)
- Rodríguez / Родригес (1994)
- Domínguez / Домингес (1996)
- Descartes / Декарт (1998)
- Mariposas / Бабочки (1999)
- Expedición / Экспедиция (2002)
- Cita con ángeles / Свидание с ангелами (2003)
- Érase que se era / Что было, то было (2006)
- Segunda cita / Второе свидание (2010)
- Amoríos / Влюблённости (2015)
- Para la espera / В ожидании (2020)
- Silvio Rodríguez con Diákara / Сильвио Родригес и Диакара (2021)
- Quería saber / Я хотел бы знать (2024)

## Влияние
Песни Сильвио Родригеса исполнялись очень и очень многими испаноязычными (и не только) музыкантами. Некоторые из них, такие как Rabo de nube, стали популярными джазовыми стандартами. Особо следует отметить диск Música libre (2010) чилийской рок-группы Los Bunkers, составленный из песен Сильвио в рок-аранжировке.

## Литературные сочинения
Тексты и ноты
- Rodríguez Domínguez S. Antología, vol. 1-4. Madrid: Eliago Ediciones, 2004-05.